# Акбаров, Марат Фагимович
Марат Фагимович Акбаров (род. 3 февраля 1961, Свердловск, РСФСР, СССР) — советский фигурист, выступавший в парном разряде. В паре с Вероникой Першиной, он — первый в истории СССР чемпион мира среди юниоров в парном разряде, бронзовый призёр чемпионата Европы и чемпион СССР. Мастер спорта СССР международного класса. В настоящее время — тренер.

## Биография
Фигурным катанием начал заниматься в 1968 году в СК «Локомотив» под руководством Александра Рожина. В 1975 году встал в пару с Вероникой Першиной, с которой в 1977 году выиграл все соревнования среди юниоров, проводимые в СССР. В 1978 году пара переехала тренироваться в Москву к тренеру Станиславу Жуку, который привёл их к первой в истории парного катания СССР победе на чемпионате мира среди юниоров 1979. В 1982 году Акбаров/Першина ушли от С. Жука к И. Родниной, под руководством которой в 1985 году стали бронзовыми призёрами чемпионата Европы.
После завершения спортивной карьеры в 1986 году начал работать в ледовом театре Татьяны Тарасовой «Все звёзды». С 1997 года — солист шоу «Disney on Ice».
В настоящее время работает тренером в «Rockville Ice Arena».

## Семья
Женат на фигуристке Марине Пестовой. В 1986 году у них родилась дочь Анжела.

## Результаты выступлений
(с В. Першиной)
| Соревнования                  | 1978—1979 | 1979—1980 | 1980—1981 | 1981—1982 | 1982—1983 | 1983—1984 | 1984—1985 | 1985—1986 |
| ----------------------------- | --------- | --------- | --------- | --------- | --------- | --------- | --------- | --------- |
| Чемпионаты мира               |           | 6         | 6         | 5         | 8         | 6         | 6         |           |
| Чемпионаты Европы             |           |           | 5         | 4         | 4         |           | 3         |           |
| Чемпионаты мира среди юниоров | 1         |           |           |           |           |           |           |           |
| Чемпионаты СССР               |           |           | 1         | 2         | 2         |           | 3         | 3         |
| Skate Canada International    |           |           |           |           |           |           |           | 2         |
| NHK Trophy                    |           | 4         |           |           |           | 1         | 2         |           |
| Турнир «Московские Новости»   |           | 2         |           | 2         |           |           | 2         | 2         |